# ロブ・マッケルニア
ロブ・マッケルニア（Rob McElnea, 1959年12月12日 - ）はイギリス出身の元オートバイレーサーである。ロードレース世界選手権で活躍したライダーで、マン島TTレースでも3勝を挙げている。大柄な体格から「ビッグ・マック」の愛称で親しまれた。

## 経歴
1980年、アマチュア・レースであるマン島のマンクスグランプリ・シニアクラスで優勝したマッケルニアは、プロ・ライダーとなった後の1983年と1984年のマン島TTレースで再び勝利した。1983年はTT-F1世界選手権でも優勝（オランダ）を記録し、ランキング2位となっている。
1984年からは6シーズンに渡ってロードレース世界選手権500ccクラスに挑戦。ヘロン・スズキ、マールボロ・ヤマハ、ペプシ・スズキ、キャビン・ホンダとチームを渡り歩いた。グランプリでの最高位は4位で6回記録しているが、あと一歩のところで表彰台に昇ることはできなかった。ベストシーズンはランキング5位となった1986年。
1990年はスーパーバイク世界選手権にロックタイト・ヤマハからエントリーして、ランキング5位となった。翌1991年には同チームからブリティッシュTT-F1選手権に参戦してタイトルを獲得した。
1993年、怪我のために現役引退。引退後はチーム・オーナーとしてロブ・マック・レーシングを率いてブリティッシュスーパーバイク選手権に参戦している。
1990年代はキャドバリー・ブースト（アイルランドのチョコレート・バー）のスポンサードを得て元GPライダーのニール・マッケンジーを走らせ、1996年から1998年まで3年連続チャンピオンに輝いた。
21世紀になってからは、ライダーのスティーブ・プラター、ジェイムズ・ヘイドン、トミー・ヒルらが優勝こそ記録しているものの、マッケンジーのような大きな成功を収めるには至っていない。
2010年はモーターポイント・ヤマハを率いて、元スーパーバイク世界選手権チャンピオンのニール・ホジソンを走らせる。

## 主な戦績

### ロードレース世界選手権
- 凡例
- ボールド体のレースはポールポジション、イタリック体のレースはファステストラップを記録。

| 年   | クラス | チーム             | マシン   | 1      | 2      | 3      | 4     | 5       | 6      | 7      | 8      | 9      | 10     | 11     | 12     | 13     | 14     | 15     | Points | Rank | Wins |
| ---- | ------ | ------------------ | -------- | ------ | ------ | ------ | ----- | ------- | ------ | ------ | ------ | ------ | ------ | ------ | ------ | ------ | ------ | ------ | ------ | ---- | ---- |
| 1983 | 500cc  | ヘロン・スズキ     | RG500    | RSA -  | FRA -  | ITA -  | GER - | SPA -   | AUT -  | YUG -  | NED -  | BEL -  | GBR NC | SWE -  | RSM -  |        |        |        | 0      | -    | 0    |
| 1984 | 500cc  | ヘロン・スズキ     | RG500    | RSA -  | ITA 11 | SPA -  | AUT 5 | GER NC  | FRA NC | YUG -  | NED -  | BEL -  | GBR 7  | SWE 5  | RSM 6  |        |        |        | 21     | 11位 | 0    |
| 1985 | 500cc  | ヘロン・スズキ     | RG500    | RSA NC | SPA NC | GER 7  | ITA 9 | AUT 5   | YUG 8  | NED 7  | BEL NC | FRA NC | GBR NC | SWE NC | RSM 10 |        |        |        | 20     | 9位  | 0    |
| 1986 | 500cc  | マールボロ・ヤマハ | YZR500   | SPA 7  | ITA NC | GER 4  | AUT 6 | YUG 4   | NED 4  | BEL 5  | FRA 6  | GBR NC | SWE NC | RSM 10 |        |        |        |        | 60     | 5位  | 0    |
| 1987 | 500cc  | マールボロ・ヤマハ | YZR500   | JPN NC | SPA NC | GER 5  | ITA 4 | AUT 5   | YUG NC | NED 4  | FRA NC | GBR NC | SWE 4  | CZE 8  | RSM NC | POR NC | BRA NC | ARG -  | 39     | 10位 | 0    |
| 1988 | 500cc  | ペプシ・スズキ     | RGV-Γ500 | JPN NC | USA 9  | SPA 12 | EXP 8 | ITA 12  | GER 11 | AUT 9  | NED 10 | BEL 6  | YUG 8  | FRA 11 | GBR NC | SWE 13 | CZE 8  | BRA 8  | 83     | 10位 | 0    |
| 1989 | 500cc  | キャビン・ホンダ   | NSR500   | JPN -  | AUS -  | USA -  | SPA - | ITA DNS | GER 10 | AUT 11 | YUG 11 | NED 10 | BEL 11 | FRA 9  | GBR 10 | SWE 9  | CZE 12 | BRA 12 | 52.5   | 11位 | 0    |